# Stars de Hollywood
Les Stars de Hollywood (en anglais : Hollywood Stars) sont une ancienne franchise américaine de ligue mineure de baseball qui opéra en Pacific Coast League de 1926 à 1957 en remportant cinq fois le titre.

## Histoire
La franchise qui sert de base à la fondation des Stars est créée en 1903 à Tacoma. Elle voyage ensuite de Fresno à San Francisco puis à Salt Lake City avant de s'installer en 1926 à Los Angeles sous le nom des Bees de Hollywood, bien vite remplacé par les Stars de Hollywood. Malgré la conquête de deux titres en 1929 et 1930, les Stars ont beaucoup de mal à se constituer un public fidèle. La dépression met la franchise hors course en 1935.
Les Stars renaissent en 1938 en s'appuyant sur la franchise installée à San Francisco depuis 1926, les Mission Reds (ex-Vernon Tigers), qui rencontraient des problèmes de manque de public face au rival local des Seals de San Francisco.
Cette deuxième version des Stars parvient à gagner trois nouveaux titres en 1949, 1952 et 1953, mais réussit aussi à s'implanter dans le cœur des supporters. La rivalité avec les Angels tournent parfois mal comme ce fut le cas le 2 août 1953 avec une véritable bataille rangée de 30 minutes entre les membres des deux équipes sur le terrain… Il faut l'intervention de 50 policiers anti-émeutes pour mettre fin à la bagarre, diffusée en direct à la télévision. La franchise fut d'ailleurs en pointe à ce niveau en faisant diffuser ses matchs à la télévision depuis 1939.
Comme ses voisins et rivaux des Angels de Los Angeles, les Stars sont contraints de quitter Los Angeles à l'arrivée de la franchise MLB des Dodgers de Brooklyn. La franchise est alors vendue à un groupe d'investisseurs de Salt Lake City pour fonder les Bees de Salt Lake, franchise sans rapport avec la franchise portant actuellement ce même nom et qui fut fondée en 1994. Arrivée de Salt Lake City en 1926, l'équipe y retournait 32 ans plus tard.

## Palmarès
- Champion de la Pacific Coast League (AAA) : 1929, 1930, 1949, 1952, 1953